# The Empire Brunei
Koordinaten: 4° 58′ 0,3″ N, 114° 51′ 11,1″ O
The Empire Hotel & Country Club ist ein Luxushotel im Sultanat Brunei.
Es gehört zu „Worldhotels“. Das Hotel schließt unter anderem einen ehemaligen Palast von Prinz Jefri, einem Bruder von Sultan Hassanal Bolkiah, ein.

## Ausstattung
Die Anlage besteht aus 360 Zimmern, 47 Suiten und 16 Villen mit insgesamt zwölf Zimmerkategorien. The Empire besitzt einen Salzwasser-Pool und neun Poollandschaften mit einer Fläche von 16.000 m². Die größte und auch luxuriöseste Suite des Hotels ist die Emperor Suite. Sie ist 666 m² groß und verfügt über ein eigenes Hallenbad und ein eigenes Filmtheater.
In den insgesamt fünf Restaurants und Bars werden Gerichte aus aller Welt angeboten. Der größte der insgesamt vier Swimmingpools erstreckt sich über insgesamt 11.000 m². Im Country Club steht ein von Jack Nicklaus konzipierter 18-Loch-Golfplatz sowie eine Driving Range und ein Putting Green zur Verfügung. Außerdem bietet der Country Club Hallenbad, Spa mit Sauna und Kühlbecken, Fitness Center, Aerobic-Stunden, vier Tennisplätze, drei klimatisierte Squash Courts, zwei klimatisierte Badminton Courts, acht Bowlingbahnen und Billardzimmer.

## Lage
Das Resort-Hotel befindet sich in Jerudong im Norden des Sultanats Brunei in einem 180 Hektar großen tropischen Garten mit Ausblick auf das Chinesische Meer. Zum internationalen Flughafen Brunei fährt man 15 Minuten, die Hauptstadt Bandar Seri Begawan ist etwa 20 Minuten entfernt.